# Колонна станція глибокого закладення

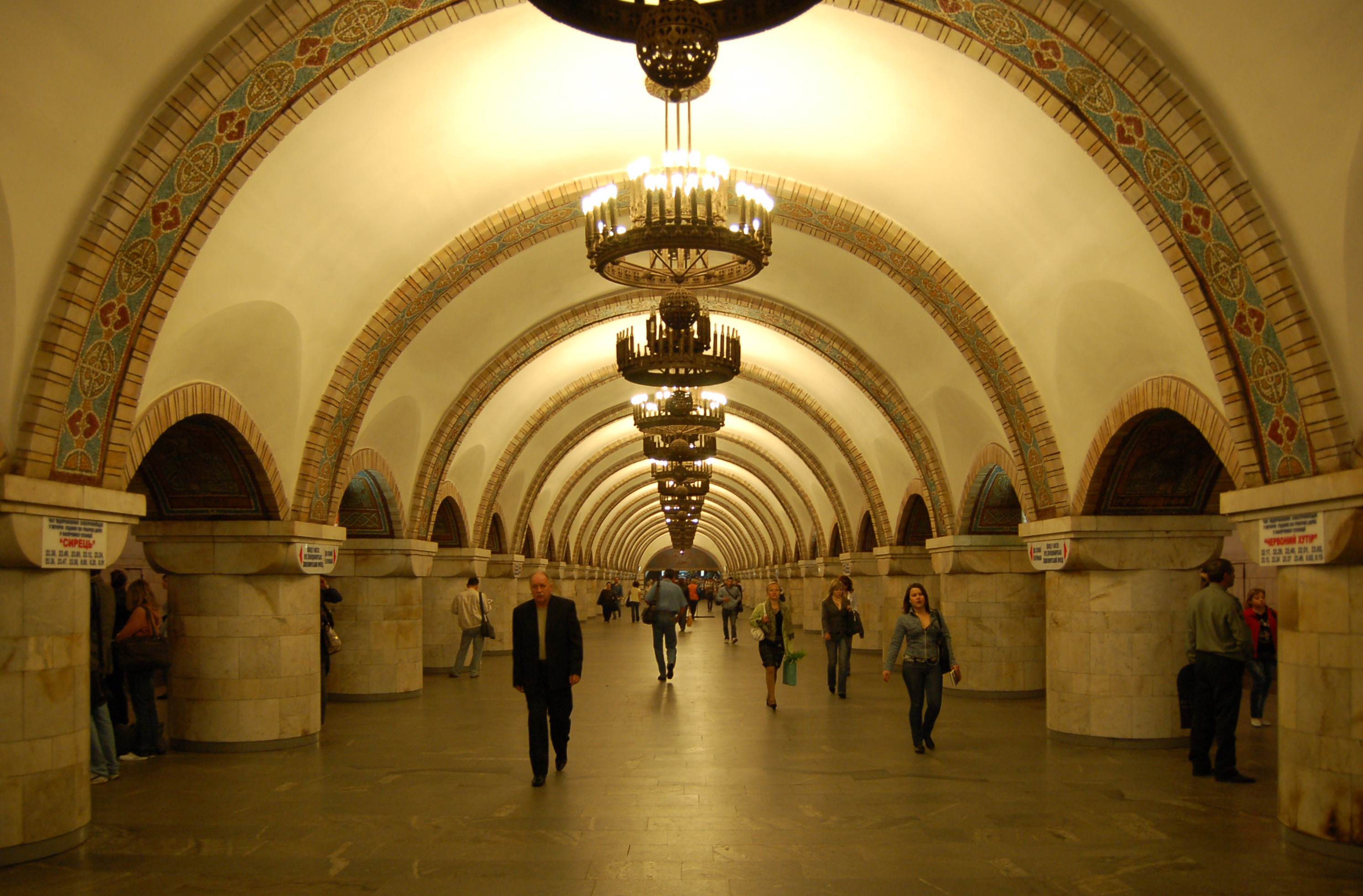
Станція «Золоті ворота» Київського метрополітену

Станція «Вокзальна» Дніпровського метрополітену

Коло́нна ста́нція глибо́кого закла́дення — тип станції метрополітену, має центральну і дві бічні зали, розімкнуті кільця оправ, що взаємоперетинаються, і які спираються на спільний для кожної пари залів конструктивний елемент — колону. Залежно від типу станції кільця оправи передають навантаження на колони через клинчасті перемички або через прогони, створюючи колонно-прогонний комплекс.
Основною перевагою колонної станції є значно більша пропускна здатність, ніж у пілонної станції.
Першою у світі колонною станцією глибокого закладення стала відкрита в 1938 році в Москві станція «Маяковська».

## Колонно-стінова станція
Різновидом колонної станції є колонно-стінова станція. На таких станціях частина проміжків між колонами замінена простінком. Отже поліпшується опір гірському тиску у непростих ґрунтах. Приклади таких станцій у Москві: «Крестьянська застава» і «Дубровка», у Санкт-Петербурзі: «Комендантський проспект», «Звенигородська».
Інколи таку станцію можна переплутати з пілонною станцією.